# 幸運は用意された心のみに宿る
「幸運は用意された心のみに宿る」（こううんはよういされたこころのみにやどる、フランス語: le hasard ne favorise que les esprits préparés）は、フランスの細菌学者ルイ・パスツールの言葉として広まっている語句。英語に訳した「Chance favors the prepared mind」という形で言及されることもある。

## パスツールのスピーチ
1854年12月7日、後のリール第1大学の前身 la faculté des sciences de Lille とリール第3大学の前身 la faculté de lettres de Douai が開設され、記念式典が後者の所在地ドゥエーにおいて開催され、前者の学長に就任したパスツールはスピーチをした。その中で、パスツールはデンマークの物理学者ハンス・クリスティアン・エルステッドが電磁気作用を発見したエピソードに言及し、「... par hasard, direz-vous peut-être, mais souvenez-vous que dans les champs de l’observation le hasard ne favorise que les esprits préparés ...（... 偶然だと仰るかもしれませんが、思い出しましょう、観察の分野では機会は準備のできている精神だけを好むのです、...）」と述べた。

## 日本語における表現
日本語では、パスツールの言葉として、以下のように様々な言い回しが用いられている。
- 幸運は用意された心のみに宿る[4]
- 偶然は準備のできていないものには微笑まない[4]
- 偶然は準備のできていない人を助けない[5]
- チャンスは備えあるところに訪れる[6]
- 幸運の女神は、常に準備している人にのみ微笑む[7]
- 幸運の女神は用意された心のみに宿る[8]
- 幸運の女神は準備している者にしか微笑まない[9]

直接パスツールへの言及がない場合も、以下のような言い回しが用いられている。
- 幸運の女神は用意された心のみに宿る[10]。